# Ephrem Ndjoni
Ephrem Ndjoni (* 11. Februar 1973 in Moanda) ist ein gabunischer römisch-katholischer Geistlicher und Bischof von Franceville.

## Leben
Ephrem Ndjoni absolvierte von 1994 bis 1995 am Priesterseminar St. Augustin ein Theologisches Propädeutikum. Danach studierte er von 1995 bis 1997 Philosophie am Priesterseminar Daniel Brottier der Spiritaner und von 1997 bis 1998 Literaturwissenschaft an der Université Omar Bongo in Libreville. Am 6. Juli 2003 empfing er das Sakrament der Priesterweihe für das Bistum Franceville.
Nach weiterführenden Studien am Päpstlichen Bibelinstitut in Rom (2003–2004) und am Studium Biblicum Franciscanum in Jerusalem (2005–2011) erwarb Ephrem Ndjoni ein Lizenziat im Fach Biblische Exegese. 2012 setzte er seine Studien an der Päpstlichen Universität Urbaniana in Rom fort, an der er 2016 zum Doktor der Theologie im Fach Biblische Theologie promoviert wurde. Anschließend kehrte Ndjoni in seine Heimat zurück, wo er Pfarrer der Kathedrale Saint Hilaire in Franceville und nationaler Koordinator für das Bibelapostolat wurde. Daneben lehrte er Biblische Exegese am Priesterseminar St. Augustin in Libreville. Ferner gehörte er der Kommission für die Glaubenslehre der Gabunischen Bischofskonferenz und dem Conseil Économique, Social et Environnemental (CESE) an.
Am 25. Juli 2022 ernannte ihn Papst Franziskus zum Bischof von Franceville. Der Bischof von Mouila, Mathieu Madega Lebouankehan, spendete ihm am 22. Oktober desselben Jahres im Stade de Franceville die Bischofsweihe; Mitkonsekratoren waren der Apostolische Nuntius in der Republik Kongo und in Gabun, Erzbischof Javier Herrera Corona, und der Erzbischof von Libreville, Jean-Patrick Iba-Ba.